# Treuchtlingen
Treuchtlingen è una città tedesca di 13 181 abitanti, situata nel Land della Baviera.

## Storia
I primi insediamenti nell'area hanno lasciato tracce culturali dei popoli celti, romani e franchi. Durante il regno di Carlo Magno, nell'anno 793, si sviluppò il primo insediamento, che oggi rappresenta la parte settentrionale della città. Essa comunque viene menzionata per la prima volta nell'anno 899, col nome di Drutelinga.

Nel 1044 viene citata come il luogo del matrimonio di Enrico III del Sacro Romano Impero e di sua moglie Agnes. Il primo castello, chiamato Obere Veste venne costruito nel XII secolo e nel 1400 la città divenne mercato.
Nel 1495 Treuchtlingen fu distrutta da un incendio e nel 1632, dopo la morte di Goffredo Enrico da Pappenheim nella Battaglia di Lützen, passò alla Marca dei conti di Ansbach.

Dopo la mediatizzazione del 1809 passò nel Regno di Baviera. Nel 1869 vi fu costruita la prima ferrovia, che la collegava alla vicina Gunzenhausen, e nel 1898 ottenne lo status di città. Alle 11 del 23 febbraio 1945, durante la seconda guerra mondiale, la stazione ferroviaria fu pesantemente bombardata in quanto nodo strategico di un certo rilievo.

## Geografia fisica

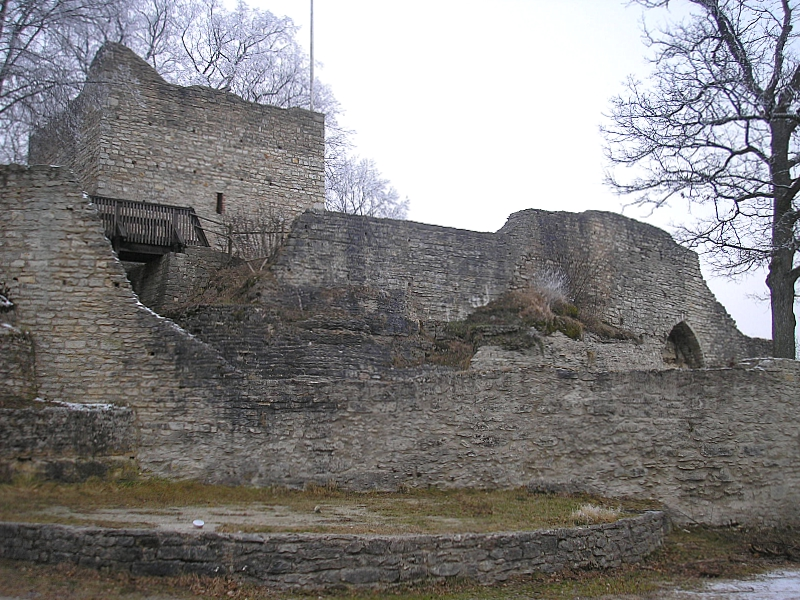
L'Obere Veste

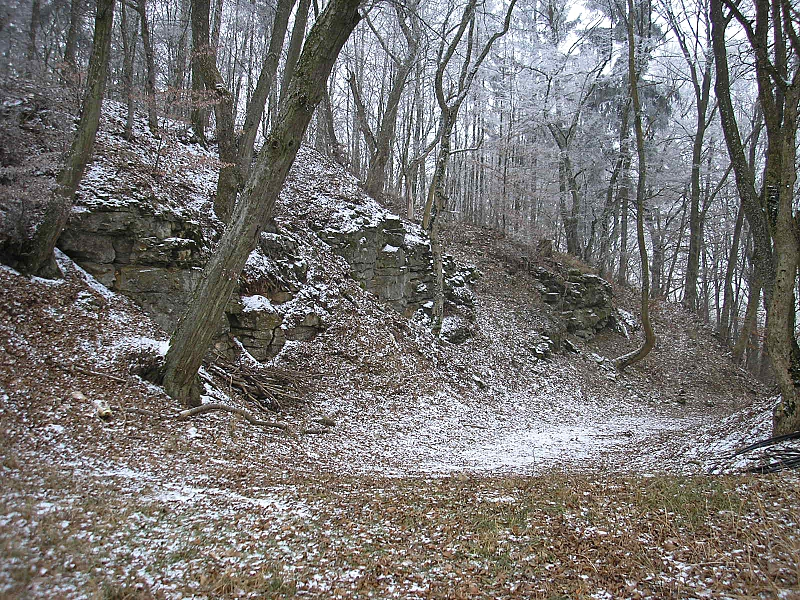
Il bosco nei pressi del castello

### Posizione
Treuchtlingen sorge sulle rive del fiume Altmühl, vicino alla catena montuosa Fränkische Alb. Si trova a circa 20 km (sud) del capoluogo (Weißenburg), circa 10 da Monheim e 45 (nord) dalla cittadina danubiana di Donauwörth.

### Frazioni
Oltre alla città stessa, il comune di Treuchtlingen oggi comprende 53 borghi e villaggi. Il territorio comunale è suddiviso in 12 Ortsteil (compresa la città) e varie frazioni:
| Stemma | Ortsteil       | Località incluse |
| ------ | -------------- | --- |
|        | Treuchtlingen  | Eulenhof, Gstadt, Heunischhof, Kästleinsmühle, Metzenhof, Möhrenberg, Sägmühle, Schertnershof, Schmarrmühle, Siebeneichhöfe, Ziegelhütte |
|        | Auernheim      | Freihardt, Hagenhof, Schlittenhart, Wieshof                                                                                              |
|        | Bubenheim      | none |
|        | Dietfurt       | Bergnershof |
|        | Graben         | none |
|        | Grönhart       | Hagenau, Naßwiesen, Neuheim |
|        | Gundelsheim    | none |
|        | Haag           | Dickmühle, Hürth, Mattenmühle, Neufang, Rutzenhof, Schürmühle, Steinbruch                                                                |
|        | Möhren         | Eichhof, Fuchsmühle, Spielhof |
|        | Schambach      | Bonhof, Kohlmühle, Lehnleinsmühle, Obere Papiermühle, Untere Papiermühle, Weinbergshof                                                   |
|        | Wettelsheim    | Dornmühle, Falbenthal, Kellerhaus, Ziegelmühle, Zollmühle                                                                                |
|        | Windischhausen | Oberheumödern, Unterheumödern |

## Società

### Evoluzione demografica
- Auernheim: 634 m s.l.m., 700 abitanti
- Bubenheim: 420–440 m s.l.m., 410 abitanti
- Dietfurt: 400 m s.l.m., 450 abitanti
- Falbenthal: 520 m s.l.m., 1 250 abitanti
- Graben: 410 m s.l.m., 200 abitanti
- Grönhart: 425 m s.l.m.
- Gundelsheim: 460–480 m s.l.m., 500 abitanti
- Haag: 515 m s.l.m.
- Möhren: 455 m s.l.m., 580 abitanti
- Oberheumödern: 500 m s.l.m.
- Schambach: 411–520 m s.l.m., 700 abitanti
- Schlittenhart: 400 m s.l.m.
- Wettelsheim: 400 m s.l.m.
- Windischhausen: 500 m s.l.m., 150 abitanti

## Cultura
Treuchtlingen, cittadina termale, si trova immersa al centro di un parco naturale, quello dell'Altmühltal ("valle di Altmühl"), nome derivatogli dal fiume Altmühl.
Fra i punti d'interesse, nel comune si trovano le rovine di un castello del XVI secolo e quelle dell'Obere Veste, detta anche Burg Treuchtlingen (Castello di Treuchtlingen). Oltre a questi è da notarsi la presenza della "Villa Rustica" (di epoca romana), la cappella di San Lamberto di Maastricht, la chiesa di Margravia, l'Heimatmuseum ed un memoriale per i 300 morti nel bombardamento della stazione ferroviaria.

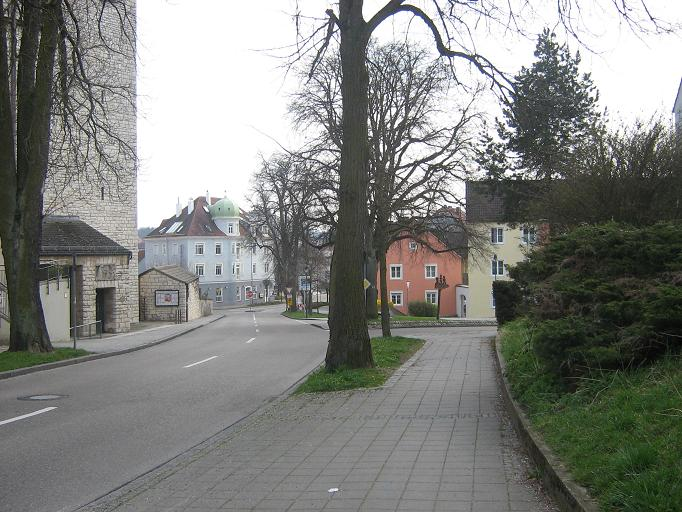
Centro cittadino (Ringstraße)
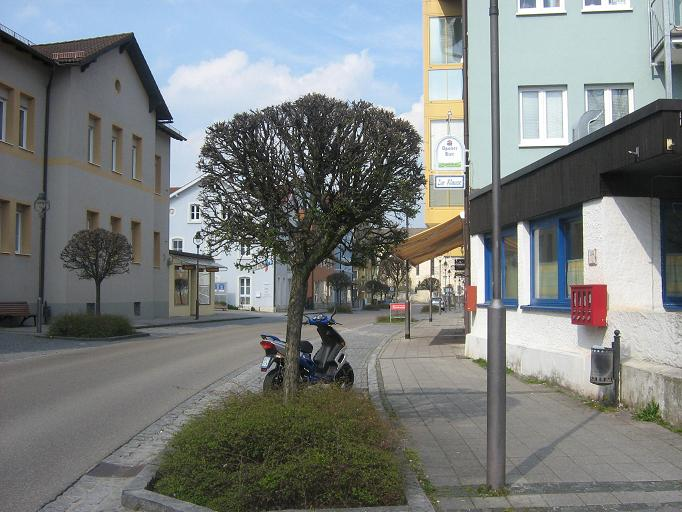
Centro cittadino (Luitpoldstraße)
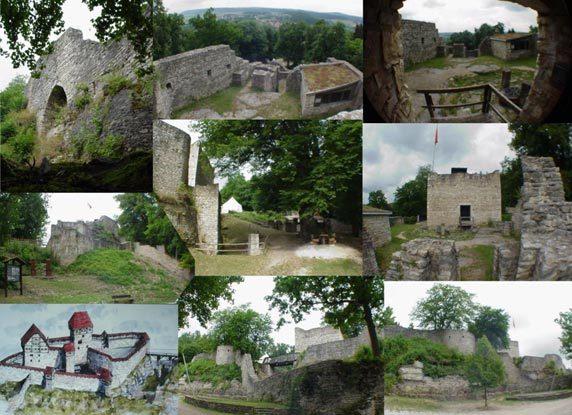
Resti del castello
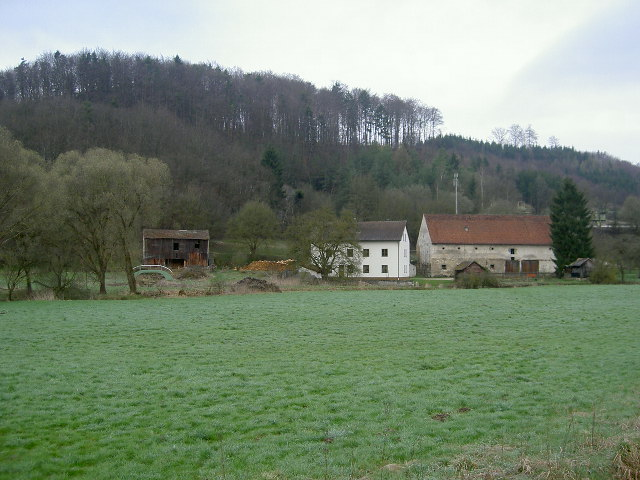
Vecchio mulino alla periferia ovest

## Infrastrutture e trasporti

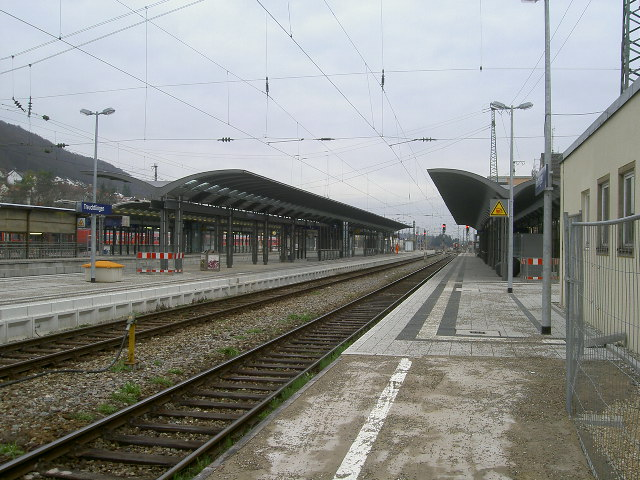
Stazione ferroviaria

Pur essendo la terza città di questo piccolo Landkreis (dopo Weißenburg e Gunzenhausen, che le danno il nome); Treuchtlingen è un centro di smistamento ferroviario piuttosto rilevante, fermata anche per alcuni treni ICE. Si trova infatti all'incrocio di due importanti linee, la Monaco-Augusta-Trl.-Norimberga, verso Berlino; e la Monaco-Ingolstadt-Trl.-Würzburg, verso Amburgo.
L'arteria stradale principale su cui si trova è la Bundesstraße 2, strada federale che percorre in lungo la Germania (dal lato orientale), dal confine polacco a quello austriaco, toccando Berlino e Monaco.

## Amministrazione

### Gemellaggi
- Ponsacco - Italia